# Musauer Alm
Die Musauer Alm ist eine bewirtschaftete Alm in den Tannheimer Bergen auf 1300 m ü. A. Höhe im Raintal im Gemeindegebiet von Musau in Tirol. Die privat betriebene Almhütte ist jahreszeitabhängig bewirtschaftet.

## Aufstiege und Tourenmöglichkeiten
- Aufstieg von Osten durch das Raintal per MTB oder zu Fuß
- Touren zu Große Schlicke[1]
- weiterer Aufstieg im Tal bis zur Füssener Hütte